# Ингулецкий Лиман
Ингулецкий Лиман — озеро в русле реки Ингулец, расположенное на территории Херсонского района (Херсонская область, Украина). Площадь — около 2,2 км². Тип общей минерализации — пресное. Происхождение — пойменное. Группа гидрологического режима — сточное.
Расположен в границах Нижнеднепровского национального природного парка.

## География
Длина — 3,1 км, ширина — 0,8 км. Глубина средняя — 1 м, наибольшая — 3 м. Котловина овальной формы. Берега высокие, крутые, есть небольшие острова.
Ингулецкий Лиман расположен в русле реки Ингулец в 3 км от её устья. Сообщается с Ингульцом протоками. На северном берегу лимана расположено село Никольское, на южном — Садовое. Ниже по течению, Ингулец (при впадении протоки Ингулка) с Днепром образовывают речные острова (например, Соломонова Коса).
Питание преимущественно за счёт водообмена с Ингульцом. Зимой замерзает. Дно устлано слоем тёмно-серого ила (до 1 м) и ракушкой.

## Природа
Берега и акватория лимана зарастает прибрежно-водной растительностью (тростник обыкновенный, рогоз узколистный, камыш озёрный, рогульник плавающий, сальвиния плавающая).
Ингулецкий Лиман расположен в границах Нижнеднепровского национального природного парка, а полоса суши вдоль его акватории входит в одноименный ботанический заказник (площадью 50 га).